# خنشع الزيتون غربي
خنشع الزيتون غربي (الاسم العلمي: Hippolais opaca) (بالإنجليزية: Western Olivaceous Warbler)‏، هو طائر ينتمي إلى (فصيلة: Acrocephalidae).